# Qie Yi
Qie Yi (chinesisch 且乙) (* ? v. Chr.; † 1507 v. Chr.) herrschte als zwölfter oder dreizehnter König der Shang-Dynastie über China. 

## Leben
In den Aufzeichnungen des Großen Historikers wurde er von Sima Qian als dreizehnter Shang-König aufgeführt, als Nachfolger seines Vaters He Dan Jia (河亶甲). Er wurde im Jahr des Jisi (己巳) inthronisiert. Die Hauptstadt war Xiang (相). Im ersten Jahr seiner Herrschaft verlegte er seine Hauptstadt nach Geng (耿), wo er eine Zeremonie abhielt und den Artikel von Zuyi schrieb. Im folgenden Jahr verlegte er seine Hauptstadt erneut, diesmal nach Bi (庇), wo sechs Jahre später sein Palast fertiggestellt wurde. Während seiner Herrschaft wurden die Shang dank einiger guter Ernennungen stärker denn je – darunter Wu Xian (巫贤) als sein Premierminister im dritten Jahr seiner Herrschaft und Gaoyu (高圉) als sein Vasall im fünfzehnten Jahr seiner Herrschaft. Er regierte etwa 19 Jahre lang, bevor er starb. Er erhielt posthum den Namen Zu Yi und wurde von seinem Sohn Zu Xin (祖辛) abgelöst.
Orakelknochen, die in Yinxu ausgegraben wurden, berichten alternativ, dass er der zwölfte Shang-König war, der seinem Bruder Jian Jia (戔甲) folgte und den posthumen Namen Xia Yi (下乙) erhielt.

## Kommentare zum Tempelnamen
Aufgrund von Shiji soll der König mit dem Tempelnamen Zhong Zong Tai Wu sein, aber aufgrund von Bambusannalen und Orakelknochen aus Yinxu soll der Zhong Zong König Qie Yi sein. Mancher Ansicht nach soll das ein Fehler in Shiji sein.